# Богути-П'янкі
Богути-Пянкі (пол. Boguty-Pianki) — село в Польщі, у гміні Богути-П'янкі Островського повіту Мазовецького воєводства.
Населення — 454 особи (2011).

## Демографія
Демографічна структура станом на 31 березня 2011 року:
|          | Загалом | Допрацездатний вік | Працездатний вік | Постпрацездатний вік |
| -------- | ------- | ------------------ | ---------------- | -------------------- |
| Чоловіки | 221     | 40                 | 161              | 20                   |
| Жінки    | 233     | 41                 | 144              | 48                   |
| Разом    | 454     | 81                 | 305              | 68                   |